# Wierzbna (herb szlachecki)
Wierzbna, Wierzbno – polski herb szlachecki.

## Opis herbu
W polu błękitnym, dzielonym na pół złotą belką, 6 złotych lilii.
Klejnot: złota kolumna z koroną, przebita strzałą pod kątem od spodu do góry.
Labry: błękitne podbite złotem.
Według Kulikowskiego klejnotem jest złota kolumna (bez korony), przeszyta srebrną strzałą w skos.

## Najwcześniejsze wzmianki
- 1261 r. - pieczęć Jana z Wierzbna
- 1283 r. - pieczęć Stefana z Wierzbna
- 1315 r. - pieczęć Henryka z Wierzbna, kanonika wrocławskiego

## Herbowni
Brantalski, Gronowski, Grynfar, Łaszczyński, Pawłowski, Rydzyński, Słonczyński, Wierzbna, Wierzbnowski, Wierzwiński
Lista sporządzona została na podstawie wiarygodnych źródeł, zwłaszcza klasycznych i współczesnych herbarzy. Należy jednak zwrócić uwagę na częste zjawisko przypisywania rodom szlacheckim niewłaściwych herbów, szczególnie nasilone w czasie legitymacji szlachectwa przed zaborczymi heroldiami, co zostało następnie utrwalone w wydawanych kolejno herbarzach. Identyczność nazwiska nie musi oznaczać przynależności do danego rodu herbowego. Przynależność taką mogą bezspornie ustalić wyłącznie badania genealogiczne.

### Znani herbowni
- Jan z Czerniny - starosta wschowski i kościański, kasztelan międzyrzecki